# Магар Тетяна Володимирівна
Тетяна Володимирівна Магар (22 листопада 1946, Ужгород — 23 січня 2008, Київ) — українська кінорежисерка, сценаристка та продюсерка. Заслужена діячка мистецтв України, член Національної спілки кінематографістів України.

## Життєпис
Народилася 1946 року в Ужгороді, в родині народного артиста СРСР Володимира Магара та народної артистки України Світлани Рунцової.
Закінчила з відзнакою: Київський національний університет театру, кіно і телебачення імені Івана Карпенка-Карого
- Театрознавчий факультет (1967-1971)
- Режисерський факультет (1972-1977)

### Родина
- Батько — Магар Володимир Герасимович (1900—1965), радянський український актор і режисер, Народний артист УРСР, Народний артист СРСР.
- Мати — Рунцова Світлана Федорівна (1924—2003), акторка. Народилася і виросла в Ленінграді. У 1943 році закінчила хореографічне училище ім. Ваганової. У повоєнні роки переїхала в Запоріжжя, де працювала артисткою в запорізькому театрі ім. Щорса (сьогодні ім. В. Г. Магара), одружилася з Володимиром Магаром. У 1971 році переїхала до Севастополя і працювала в театрі ім. Б. Лавреньова драматичною акторкою. Через п'ять років прийнята в трупу театру ім. Луначарського, в якому пропрацювала до кінця життя. В 1995 р. удостоїлася звання Народна артистка України.
- Брат — Магар Володимир Володимирович (1951 р. н.), театральний режисер і художній керівник Севастопольского академічного російського драматичного театру імені А. В. Луначарського.[1].
- Чоловік Федір Михайлович Макулович (1943—2020). Український театральний режисер, педагог. Понад 30 вистав у театрах Івано франківська, Ужгорода, Сум, Львова, Дрогобича, Севастополя.
- Син — Іван Федорович Макулович (1969 р. н.), Художник за освітою. Працював художником постановником у фільмі «Ніч питань...» (1991-92).

## Кар'єра
З 1972 року працювала на Львівській студії телебачення. З 1988 року — режисерка студії «Укртелефільм». Зняла понад 4000 телепрограм, першу в Україні рок-оперу «Стіна». Найбільш відомі її телеверсії вистав «Назар Стодоля», «Лис Микита» «Записки божевільного», «Скляний звіринець», «Карпатські акварелі» та інші.
У 1991-92 роках працювала режисеркою-постановницею кінострічки «Ніч питань...». Це був один з перших комерційних телефільмів в той час, знятий не за рахунок державного бюджету, а на приватне фінансування українського бізнесмена і мецената Сергія Коваля і його фірми «Конвет». У фільмі брали участь такі знаменитості як Віра Глаголєва, Івар Калниньш, Олексій Серебряков, Люба Демчук. Прем'єра фільму проходила в Україні, Росії, США і в багатьох інших містах і країнах.
У 1994—1998 роках жила і працювала в США. Вела телепрограму «Вікно в Америку» і режисувала шоу «Свіжим поглядом на дрібниці». Прийнята до гільдії режисерів США.
Член світового об'єднання жінок-кінематографісток.
По поверненню до Києва 1998 стала авторкою та ведучою телевізійної програми «Він і вона» на каналі ICTV. Поставила в Севастопольському російською драматичному театрі імені Луначарського низку вистав. Останньою режисерською роботою в 2006 році був восьмисерійний фільм «Коли її зовсім не чекаєш...», знятий кінокомпанією Star Media. У фільмі брали участь такі відомі актори як Ігор Петренко, Світлана Тимофєєва-Летуновська, Олександр Лазарєв, Світлана Немоляєва.

## Творчий доробок
- 2006 р. Кінофільм «Коли її зовсім не чекаєш...» 8 серії. Режисерка-постановниця. Студія виробництва фільмів «Starmedia»
- 2005 р. Кінофільм «З Днем Народження, Королево!» Режисерка-постановниця. Студія виробництва фільмів «Астра -Сі»
- 2004 р. Кінофільм «Торгаші» 4 серії. Режисерка-постановниця «Фільм UA»
- 2002-2003 р. «Будинок Бернарди Альби» Ф. Г. Лорка (Золота статуетка за найкращу режисерську роботу на міжнародному театральному фестивалі «Слов'янські театральні зустрічі».) А також спектаклі «Запрошення в замок» Ж. Ануй «Мадам» М. Берберова в Севастопольському російською драматичному театрі імені Луначарського
- 1999-2002 р. Документальний фільм «Батько», програма «Монолог для двох», авторка і ведуча. Студія «Укртелефільм».
- 1997-1999 р. Телеканал ICTV. Програма «Він і Вона». Авторка і ведуча.
- 1996-1997 р. Фонд України - США. ТВ продюсерка.
- 1993-1995 р. Інформаційне агентство США (USIA) Програма «Вікно в Америку». ТВ продюсерка, ведуча.
- 1993 р. На основі студії ім. О. Довженка. Режисерка-постановниця повнометражного художнього фільму «Ніч питань...» за власним сценарієм (з цим фільмом була запрошена Американським інститутом кіно в США).
- 1988-1991 р. Студія «Укртелефільм». Кінорежисерка. Фільми-вистави «Записки божевільного» за повістю М. Гоголя. «Назар Стодоля» за повістю Т. Шевченка та ін. музичні фільми — «Манускрипт», «Ой, там на горі», «До давнього села, до баби Сірихи за піснями». Документальні фільми — «Часи Козацькі», «Запорізька січ» та ін.
- 1972-1988 р. Львівський обласний комітет з кіно і телерадіомовлення. Режисерка. В цей період створено понад 2 тисяч телевізійних програм, концертів, вистави.